# Мантийный плюм
Плюм (англ. plume) — горячий мантийный поток, двигающийся от основания мантии у ядра Земли независимо от конвективных течений в мантии. Главным агентом теплопереноса является «горячая струя» расплава.
Мантийные плюмы считаются ответственными за возникновение:
- траппов;
- внутриконтинентальных рифтов;
- горячих точек (типа Гавайская горячая точка).

## Теория плюмов

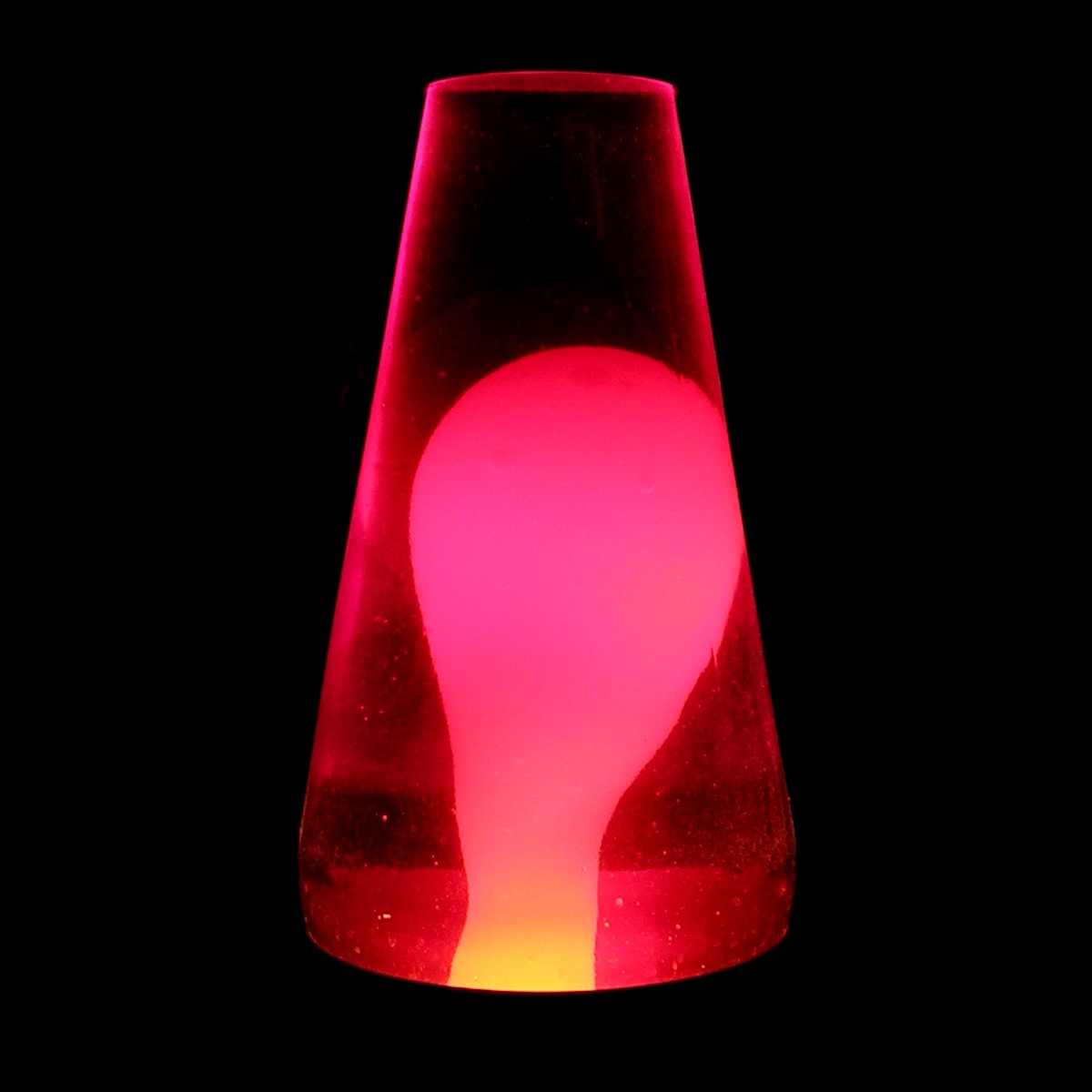
Лавовая лампа хорошо иллюстрирует принцип действия плюма

Теория плюмов первоначально была предложена канадским геофизиком Дж. Т. Уилсоном в 1969 году. Согласно теории плюмов существование восходящих конвективных потоков в земной мантии постулировалось для объяснения наличия горячих точек. Первоначально Уилсон применил концепцию плюма к Гавайским островам, сумев объяснить увеличение давности образования гор Гавайского подводного хребта по мере удаления от текущего местоположения Гавайской горячей точки. По мнению Уилсона, Гавайские острова возникли как часть тектонической плиты (распространяющейся на значительную часть Тихого океана), которая смещается на северо-запад над фиксированной горячей точкой, — последняя проявляет себя в виде последовательной цепочки вулканов, причём действующие вулканы геологически моложе потухших.
С 1971 года над развитием теории плюмов работали американский геофизик У. Дж. Морган и другие исследователи, применившие её ко многим другим горячим точкам.
Образование плюмов
Большинство изученных мантийных аномалий начинаются в пограничном слое между мантией и внешним ядром, — так называемом D" слое, в котором наблюдается значительное повышение температуры. Как в любой расслоённой гидродинамической системе с ярко выраженным термоклином, на этой границе возникают неровности, которые могут перерасти в мантийный плюм различных размеров.
По одной из других гипотез, мантийный плюм начинает функционировать, когда несколько континентальных плит собираются в суперконтинент, препятствуя выходу внутриземного тепла наружу. Образующийся восходящий конвективный поток в мантии приподнимает плиту в виде свода, меняя форму геоида (к примеру, в районе Гавайского плюма и сейчас существует пятидесятиметровая выпуклость). Далее суперконтинент разрушается по сформировавшимся трещинам, а сам плюм может существовать после этого длительное время (до миллиарда лет).
Взаимоотношение тектоникой литосферных плит
До настоящего времени достоверно не установлены взаимоотношения между плюмами и конвективными ячейками в мантии, предполагающимися теорией литосферных плит. Однако, установлено, что некоторые мантийные плюмы в течение длительного времени сохраняли стационарное положение.

## Строение плюма

Строение Йеллоустонского супервулкана

Рассмотрим строение плюма на примере плюма Йеллоустонского супервулкана на северо-западе США. (Кальдера этого гигантского древнего вулкана была обнаружена по спутниковым снимкам в 1960-е годы.)
В результате исследований выяснилось, что под супервулканом до наших дней сохраняется громадный пузырь магмы, причём глубина этого пузыря составляет более восьми тысяч метров. Температура расплава внутри превышает 800 °C, — этого достаточно, чтобы подогревать термальные источники, нагнетать из-под земли пары воды, сероводород и углекислоту.
Плюм, обеспечивающий «питание» для Йеллоустонского супервулкана, представляет собой вертикальный поток мантийной породы, раскалённый до 1600 °C. Ближе к поверхности Земли часть плюма расплавляется в магму, что на континенте приводит к образованию гейзеров и грязевых котлов. (Океаническую кору такой плюм просто проплавит насквозь, как это наблюдается в Гавайской горячей точке.) В разрезе плюм представляет собой 660-километровый столб с боковыми вздутиями, расширяющийся кверху в форме воронки. Два его верхних ответвления находятся непосредственно под территорией Йеллоустонского национального парка, образуя магматическую камеру (глубина залегания — 8−16 км ниже поверхности Земли). На протяжении миллионов лет Северо-Американская континентальная плита сдвигалась относительно плюма, а плюм накапливая тепловую энергию периодически раз за разом «прожигал» новые кальдеры, вызывая очередные извержения супервулканов.